# Elisa Zepeda Lagunas
Elisa Zepeda Lagunas (Teotitlán de Flores Magón, Oaxaca; 29 de octubre de 1983) es una política y Acuícola mexicana. Desde el 1 de diciembre es Secretaria de las Mujeres del Estado de Oaxaca.